# Francis Anthony Gomes
Francis Anthony Gomes (* 10. April 1931 in Rangamatia; † 17. Februar 2011 in Bangkok) war ein bangladeschischer Geistlicher und römisch-katholischer Bischof des Bistums Mymensingh.

## Leben
Francis Anthony Gomes wurde als Sohn von Simon Haccha, Garo-Priester in Ranikhong, geboren. Er empfing am 28. Mai 1964 die Priesterweihe und studierte in Rom. Er war einer der ersten katholischen Priester aus Bengalen. Er war Pfarrer von Bhoborpara im ehemaligen Distrikt Kushtia. Gomes wurde am 17. April 1971 Augenzeuge der Gründungs- und Vereidigungszeremonie der Exilregierung von Bangladesch in Baiddyanathtola in Anwesenheit von Scheich Mujibur Rahman und Syed Nazrul Islam sowie Tajuddin Ahmad, dem ersten Ministerpräsidenten. Baiddyanathtola lag lediglich fünf Gehminuten von seiner Pfarrkirche entfernt.
Gomes musste unter dem militärischen Druck Pakistans zusammen mit dem Bischof von Krishnagar, Matthew Baroi SDB, nach Nadia in Westbengalen flüchten. Dort war er in Flüchtlingslagern in Anatolia, Bahadurpur, Bhaluka, Dhuplia und Haringhata und den kleineren Lagern Maliapota, Domepukur, Begunpara, Betbari, Poragaccha, Ranaghat, Bongaon, Barashat, Begopara, Debgram, Madanpur und Panchpota tätig. Zusammen mit den Missionarinnen der Nächstenliebe half er bei der Beschaffung von Lebensmitteln und Arzneimitteln sowie der Betreuung von Kindern, die aufgrund pakistanischer Razzien ihre Eltern verloren hatten.
Papst Johannes Paul II. ernannte ihn am 15. Mai 1987 zum ersten Bischof des mit gleichem Datum errichteten Bistums Mymensingh. Der Erzbischof von Dhaka, Michael Rozario, spendete ihm am 8. September desselben Jahres die Bischofsweihe; Mitkonsekratoren waren Theotonius Gomes CSC, Bischof von Dinajpur, und Linus Nirmal Gomes SJ, Bischof von Baruipur.
Am 15. Juli 2006 nahm Papst Benedikt XVI. seinen altersbedingten Rücktritt an. Nach seinem Rücktritt erkrankte Gomes schwer: Seit einem Schlaganfall 2008 war er gelähmt und litt an den Folgen der intrazerebralen Blutung. Er starb am 17. Februar 2011, als er sich in Bangkok in Behandlung befand.